# 201 Dywizja Bezpieczeństwa
201 Dywizja Bezpieczeństwa (niem. 201. Sicherungs-Division) – niemiecki związek taktyczny Wehrmachtu podczas II wojny światowej. Zamieszana w zbrodnie wojenne na okupowanych terenach Białorusi.

## Działania
W czerwcu 1941 na terytorium Niemiec została sformowana 201. Brygada Piechoty w składzie 601., 609. i 611. Pułków Piechoty. Pułki miały jedynie po dwa bataliony, bez broni ciężkiej. W ich skład wchodzili poborowi starsi wiekiem, którzy nie spełniali kryteriów do służby frontowej. Byli oni słabo wyszkoleni. Byli uzbrojeni w zdobyczną broń polską, holenderską i belgijską. W lipcu tego roku brygadę przeniesiono do Generalnego Gubernatorstwa, gdzie przemianowano ją na 201. Brygadę Uzupełnieniową.
1 czerwca 1942, po przeniesieniu na front wschodni, stała się ona 201. Dywizją Bezpieczeństwa. Wchodziła początkowo w skład Grupy Armijnej „Nord”. We wrześniu została podporządkowana Grupie Armijnej „Mitte”. Dywizja zwalczała partyzantkę, a także ochraniała grupy kolaborantów sprzyjających władzom okupacyjnym oraz szlaki komunikacyjne, mosty, obiekty wojskowe. Jednostce podlegał Stalag 313 w Witebsku.
Do kwietnia 1943 działała w rejonie Połocka, kiedy dołączono ją do 3. Armii Pancernej. Od maja do października tego roku w jej składzie działał 623 Batalion Kozacki, 624 Batalion Kozacki i 625 Batalion Kozacki. Dywizja do lata 1944 r. prowadziła na tyłach wojsk niemieckich działania antypartyzanckie, uczestnicząc m.in. w operacjach „Blitz”, czy „Panthera”. W 1942 r. został jej czasowo podporządkowany 201 Batalion Schutzmannschaft, złożony z Ukraińców. W walkach z Armią Czerwoną w rejonie Mińska w czerwcu/lipcu 1944 dywizja została rozbita. Ocalałe oddziały zostały przeniesione na północny odcinek frontu wschodniego z ponownym przyporządkowaniem Grupie Armii „Nord”. Jesienią 1944 r. zostały one przeformowane w oddziały piechoty. Resztki dywizji kapitulowały w tzw. Worku Kurlandzkim 8 maja 1945 r.

## Dowódcy
- gen. por. Eugen Demoll (marzec – 20 maja 1942 r.)
- gen. por. Alfred Jacobi (20 maja 1942 r. – 13 października 1944 r.)
- gen. mjr Martin Berg (13 – 20 października 1944 r.)
- gen. mjr Anton Eberth (20 października 1944 r. – 8 maja 1945 r.)

## Skład organizacyjny
- 406 Pułk Grenadierów
- 601 Pułk Bezpieczeństwa
- III bateria 213 Pułku Artylerii
- 201 Wschodni Szwadron Kawalerii (Kozacy)
- 201 Kompania Łączności
- 466 Oddział Zaopatrzenia
- 61 i 67 Plutony Pancerne (prawdopodobnie francuskie czołgi Renault R-35)
- 7 i 27 Kompanie Feldpolizei